# Sapronov-tennis Kharkiv Ladies Cup 2011
Il Sapronov-tennis Kharkiv Ladies Cup 2011 è stato un torneo di tennis facente parte della categoria ITF Women's Circuit nell'ambito dell'ITF Women's Circuit 2011. Il torneo si è giocato a Charkiv in Ucraina dal 13 al 19 giugno 2011 su campi in terra rossa e aveva un montepremi di 25 000 $.

## Vincitori

### Singolare
Lina Stančiūtė ha battuto in finale  Sofia Shapatava con il punteggio di 6–2, 6–1

### Doppio
Valentina Ivachnenko /  Kateryna Kozlova hanno battuto in finale  Melanie Klaffner /  Lina Stančiūtė con il punteggio di 6–4, 6–3